# Nosism
Nosism, expresie care provine din latinescul nos =„noi” și sufixul „-ism”, desemnează un mod de exprimare în care persoanele vorbesc la persoana întâi plural, referindu-se la ei înșiși.
Pluralul folosit în actele oficiale emise în numele unui monarh sau a unui funcționar sau demnitar de rang înalt este pluralul autorității, dar există și alte feluri de utilizare a pluralului, cum ar fi pluralul editorial, pluralul autorului, pluralul modestiei, pluralul solidarității sau pluralul politeții/reverenței.

## Pluralul autorității (maiestății)
Pluralis majestatis a fost folosit în actele oficiale emise de un monarh, papă sau episcop. Actual această practică este abandonată.

## Pluralul editorial
Pluralul editorial este folosit de editorii articolelor de revistă sau de comentatori care spun „noi” când își exprimă propria lor părere. Acele persoane se prezintă în rolul unui purtător de cuvânt, fie pentru instituția la care sunt angajați, fie în numele partidului sau al organismului cetățenilor care sunt de acord cu comentariul.
Uneori „noi” este folosit pentru a întări cele spuse, prin a sugera o putere colectivă a unei etnii sau a unei clase politice. Arnold J. Tonybee consideră acest nosism este o formă de egoism, un egoism colectiv sau comunitar. Eventual este folosit pentru diluarea responsabilității vorbitorului, sugerând că cele spuse nu sunt doar poziția sa, ci a comunității.
Alteori nosismul este folosit nu pentru a exprima superioritate, ci se adresează cititorului, care, dacă simte că este luat în considerare și implicat în subiect, este mai puțin probabil să se opună ideilor expuse.

## Pluralul modestiei
Similar cu pluralul editorial, pluralul modestiei este folosit în lucrările de matematică și științifice, mai ales în spațiul cultural anglo-saxon, prin „noi” referindu-se la „noi, autorul și cititorul”, caz în care se consideră că cititorul cunoaște și este de acord cu unii pași intermediari nemenționați, iar dacă nu, este trimis să se familiarizeze cu ei.
Expresia poate avea și alt înțeles, excluzând cititorul. De exemplu, în expresia „adunând patru cu cinci obținem nouă”, pluralul se referă la „noi, matematicienii”. Similar, expresia lui Albert Einstein „Suntem astfel conduși și către o definiție a timpului în fizică” se referă la „noi, fizicienii”.
Însă practica folosirii pluralului în astfel de lucrări este descurajată, fiind ambiguă, mai ales când autorul lucrării nu este unic, sugerând că pluralul se referă la autor și coautorii lucrării.

## Pluralul solidarității
Pluralul solidarității sugerează că cel căruia i se adresează nu este singurul în situația respectivă. De exemplu este folosit de către părinți când se adresează copiilor: „Noi suntem copii cuminți [...]”. La fel, este întâlnit în exprimarea educatoarelor la grădiniță: "We won’t lose our mittens, will we?" (în română Nu ne vom pierde mănușile astăzi, nu-i așa?), sau a personalului medical din spitale când se dresează pacienților: „How are we feeling this morning?” (în română Cum ne simțim în această dimineață?). Aceste forme nu sunt neutre din punct de vedere emoțional, ele pot fi condescendente, ironice, rugătoare sau cu alte conotații, în funcție de intonație.

## Pluralul politeții (reverenței)
Pluralul politeții este folosit la adresarea respectuoasă către cineva. De exemplu: „Dumneavoastră aveți dreptate”.

## Pluralul necombativ
Spre deosebire de „noi” personalizat este „noi” necombativ folosit în limbile care fac distincția T–V⁠(d) („tu–voi”), cum ar fi limba spaniolă, unde expresia ¿Cómo estamos? (în română Cum suntem?) este uneori folosită pentru a evita atât familiaritatea excesivă a lui „Cum ești?”, cât și protocolarul „Cum sunteți?” la adresarea către cunoștințele apropiate. În spaniolă (și în română), forma la indicativ plural este adesea folosită în locul imperativului la singular pentru a da instrucțiuni, cum ar fi în rețetele culinare: „batimos las claras a punto de nieve” („batem albușurile spumă” în loc de „bate albușurile spumă!”).